# 블라디미르 슈미체르
블라디미르 슈미체르(체코어: Vladimír Šmicer, 1973년 5월 24일, 체코슬로바키아 데친 ~ )는 공격형 미드필더로 활약했던 체코의 전 축구 선수이다.

## 선수 경력
그는 1996년, 소속팀 슬라비아 프라하를 UEFA컵 4강으로 이끌었고, 1997-1998 시즌에는 랑스 팀 역사상 최초로 르 샹피오나 우승컵을 들어올리는데 공헌하였으며, 잉글랜드의 클럽 리버풀로 이적한 뒤에는 잦은 부상으로 인해 고전하는 모습을 보였으나, 명성에 걸맞은 활약을 보여주면서 팬들에게 자신이 리버풀에 있어서 중요한 선수라는 것을 증명해보였다. 그는 2004-2005 챔피언스리그 결승전 후반, 리버풀이 AC 밀란에게 1-3로 뒤지던 중 깔끔한 중거리 슛으로 만회골을 넣으며, 분위기를 고조시킨 후,승부차기 4번째 키커로 나와 성공시키며 리버풀의 극적인 우승을 이끌었다
슈미체르는 유로 96 준우승, 유로 2004 4강을 이끌었지만 2006년 FIFA 월드컵에는 부상으로 출전하지 못했다. 특히 유로 96 대회에서는 러시아를, 유로 2000에서는 덴마크를, 그리고 유로 2004 대회에서는 네덜란드를 상대로 득점을 기록했었다. 그리고 2009년 11월, 슬라비아 프라하에서 현역 은퇴를 선언했다.

## 경력
- UEFA 유로 1996 국가대표
- 1997년 FIFA 컨페더레이션스컵 국가대표
- UEFA 유로 2000 국가대표
- UEFA 유로 2004 국가대표

## 수상
슬라비아 프라하
- 감브리누스리가 : 1995-96, 2007-08, 2008-09

 랑스
- 1997-98 리그 1 우승
- 1998-99 쿠프 드 라 리그 우승

 리버풀
우승
- 프리미어리그 준우승 : 2001-02
- FA 컵 : 2000-01
- 풋볼 리그 컵 : 2000-01, 2002-03
- 풋볼 리그 컵 준우승 : 2004-05
- FA 커뮤니티 실드 : 2001
- FA 커뮤니티 실드 준우승 : 2002
- UEFA 컵 : 2000-01
- UEFA 챔피언스리그 : 2004-05
- UEFA 슈퍼컵 : 2001, 2005

 보르도
- 2006-07 쿠프 드 라 리그 우승

 체코
- UEFA 유로 1996 준우승
- 1997년 FIFA 컨페더레이션스컵 3위
- UEFA 유로 2004 4강

개인
- UEFA 유로 2000 덴마크 vs 체코 조별리그 맨 오브 더 매치